# Foderstat
Foderstat är den kombination av olika foder som ges till ett djur. Kombinationen och mängden varierar beroende på vilket djur den är avsedd för och vilken utveckling som önskas hos djuret.

## Foderstat för ungtjurar
En ungtjur föds upp för att vara slaktmogen vid 16 - 20 månaders ålder och dess tillväxt kan delas in i tre faser:
- Kalvfasen som sträcker sig fram till ca 5 månader. Under denna tid bör foderstaten vara både energirik och proteinrik.
- Tillväxtfasen, från 5 månader till ca 10 månader och denna tid ägnas åt tillväxt. Det innebär att tyngdpunkten i foderstaten skall vara protein.
- Slutgödningsfasen som sträcker sig från ca 10 månader fram till slaktmognad. Denna fas ägnas åt vikttillväxt och kräver mycket energi.

## Ordet
Ordet stat är ett gammalt svenskt ord för "lön". Se t.ex. ordet statare. Det ansågs länge att lönen för mödan för t.ex. ett dragdjur som hade jobbat bestod av att de fick en väl sammansatt och smaklig mat - en foderstat.
Den skulle så klart vara anpassad efter den typen av jobb som skulle utföras.
T.ex. behövdes det mer näringsrik mat vid plöjning än om djuret drog en transportvagn. Detta är något man än idag tar hänsyn till för en häst - ålder, typ av arbete och den individuella kroppen är några av  parametrarna när man ska räkna ut hästens foderstat.